# Лаку Сарат (Бихор)
Лаку Сарат (рум. Lacu Sărat) насеље је у Румунији у округу Бихор у општини Помезеу. Oпштина се налази на надморској висини од 405 m.

## Становништво
Према подацима из 2002. године у насељу је живело 70 становника, од којих су сви румунске националности.